# Revolução Hoplítica
A Revolução Hoplítica caracteriza-se por ser um período de intensas transformações na estrutura militar da pólis ateniense por volta de 700 a.C. Ocorre quando os membros da infantaria hoplita — vindo daí o nome de "Revolução Hoplítica" — passam a ter mais eficiência do que a minoria aristocrata que monopolizava o Exército ateniense.

## A estrutura militar de Atenas
Assim como ocorria nas outras estruturas que compunham a pólis ateniense, a estrutura militar no contexto que precede a Revolução Hoplítica é monopolizada pela aristocracia. Foram instituídas leis dentro do Exército que iam de acordo com os interesses dos aristocratas, dentre as quais podem  ser destacadas duas:
- Os armamentos eram adquiridos de acordo com o poder aquisitivo de cada membro do Exército;
- O butim, espólio de guerra, era divido de acordo com a eficiência de cada um nos campos de batalha.

Sendo assim, os aristocratas, grupo minoritário, possuíam os melhores armamentos e dispunham de privilégios – como o uso de cavalos –, o que lhes garantia maior eficiência nos campos de batalha e maior parte do butim. Os outros grupos sociais, que compunham a maioria, possuíam os piores armamentos e, por conseguinte, menor eficiência nos campos de batalha, o que lhes garantia a menor parte do butim. Vale a pena salientar que a aristocracia detinha os cargos de comando e que ambos os grupos eram indispensáveis à vitória do Exército.

## Contexto
A pólis ateniense passava por um período de intensa tensão social. Na economia valorizava-se como novo tipo de riqueza os chamados bens móveis (gado, sementes, etc.), e a terra, principal instrumento de riqueza da aristocracia, desvalorizava. A valorização dos bens móveis acabou por fazer com que houvesse uma maior facilidade de enriquecimento, circulação de riquezas, desenvolvimento da actividade mercantil e surgimento de uma nova camada social: os comerciantes, indivíduos dos demais grupos sociais que começaram a enriquecer a partir da actividade mercantilista. Com isto, muitos aristocratas perderam poder económico, indo à falência ou trocando as suas terras por bens móveis.

## Os hoplitas
Como observado, neste contexto, membros dos demais grupos sociais que compunham o Exército enriqueceram a partir do comércio, o que lhes garantiu a aquisição de melhores armamentos, como a panóplia, a indumentária hoplita que tinha sido barateada. A panóplia era composta, em geral, por um elmo, um escudo, uma espada e uma vestimenta de protecção. O uso da panóplia fez com que surgisse a infantaria hoplita, que começou a destacar-se nos campos de batalha. Garantiu, graças à crescente eficiência, a maior parte do butim e a reverter a situação inicial de monopólio aristocrtático. Ocorreu assim, por volta de 700 a.C., a chamada Revolução Hoplítica.

## Consequências da revolução
Com a situação de monopólio aristocrático revertida no Exército ateniense, os hoplitas passam a pressionar a aristocracia contra o monopólio que esta promovia nas demais estruturas sociais. Tal comportamento é seguido pelos demais grupos sociais da pólis, o que intensifica a pressão. Acuados, os aristocratas convocam Drácon, que promove modificações na estrutura jurídica da pólis.